# Els Masos de l'Albiol

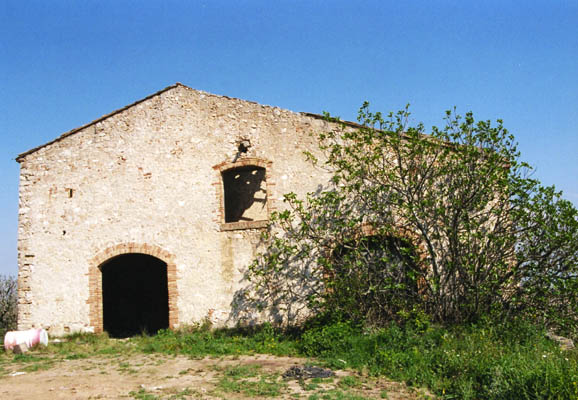
Mas de Barbera. a l'Albiol

Els Masos de l'Albiol és un conjunt de masies del terme de l'Albiol. El filòleg Enric Moreu Rey va identificar el 1976 més de 150 masos al terme històric, però uns quants menys al terme modern.
A finals del segle xix la manca d'aigua i problemes amb els bandolers, va fer despoblar el Mas de Peiró, i a aquest en van seguir molts altres. El Mas de Barberà està documentat el 1477 i ara forma part del nucli de les Masies Catalanes; el Mas del Frare o del Miqueló és esmentat el 1768; el Mas de Mallafrè el 1495; el Mas de Llaberia el 1621; i el Mas del Ferrer o del Sord el 1335, el Mas Nou (el millor conservat) apareix el 1788. El Mas d'Urrútia o Villa Urrutia és un edifici modernista del segle xix, inclòs també a les Masies Catalanes. El Mas d'en Julià o Quadra del Senyor existia ja el segle xii i va subsistir fins al segle xvi, vinculada a la família selvatana dels Julià de Vallcorva i després als Montoliu.